# Limanda
Pour les articles homonymes, voir Limande (homonymie).
Genre
Limanda est un genre de poissons marins de la famille des Pleuronectidae.
Comme tous les poissons de la famille des Pleuronectidae, les poissons du genre Limanda possèdent un corps aplati asymétrique avec des yeux du même côté du corps.

## Environnement
Ces poissons sont en contact beaucoup plus étroit que les autres avec le fond sableux et les sédiments (plus ou moins pollués selon les régions).  
Dans les régions industrielles (du Nord de la France aux Pays-Bas notamment), les poissons plats présentent fréquemment des tumeurs de la face ventrale (tumeurs de la peau (hyperplasie de l'épiderme/papillome) et d'autres pathologies (lymphocystoses, nodules hépatiques (tumeurs pré-néoplasiques et néoplasiques), infections/parasitoses dues aux protozoaires Glugea sp.), dont certaines pourraient être associées au dioxyde de titane. Après détection de nombreux cas (5 942) de pathologies graves chez les poissons plats, une étude a porté sur la limande commune (Limanda limanda) dans les eaux des Pays-Bas, comparant ces maladies facilement observables sur les poissons. L'étude a porté sur 5 sites côtiers néerlandais, au printemps des années 1986 à 1988 ; l'un des sites est une zone de rejet offshore industriel de dioxyde de titane et d'acide, l'autre est dans une zone d'influence estuarienne polluée (dont par du titane) alors que les 3 autres ont été choisis comme référence. Les résultats montrent « une forte et constante prévalence de l'hyperplasie de l'épiderme et des papillomes chez la limande dans les deux sites ayant reçu du dioxide de titane, par rapport aux autres sites ». De même, les hyperplasies, papillomes épidermiques et lymphocystoses étaient statistiquement significativement associés et la présence de nodules hépatiques (le foie est avec le rein le principal organe impliqué dans la détoxication). Les auteurs ont noté que les lymphocystoses étaient plus fréquentes en pleine mer que près des côtes, au contraire des Glugea plus fréquents au large. Les données de prévalence de ces maladies plaident pour une relation de cause à effet entre titane et hyperplasie de l'épiderme / papillome, mais pour les autres maladies, l'interprétation des données est compliquée par la complexité des apports fluviaux et des effets de dispersion spatiotemporelle des déchets immergés.

## Liste des espèces
- Limanda aspera (Pallas, 1814)
- Limanda ferruginea (Storer, 1839)
- Limanda limanda (Linnaeus, 1758)
- Limanda proboscidea (Gilbert, 1896)
- Limanda punctatissima (Steindachner, 1879)
- Limanda sakhalinensis (Hubbs, 1915)

Selon la DGCCRF :
- Limanda aspera  	   	limande du Japon
- Limanda ferruginea 	  	limande jaune, limande à queue jaune
- Limanda limanda 	  	limande commune, limande

Mais aussi :
- Microstomus kitt  	   	limande-sole commune, limande-sole
- Microstomus pacificus 	  	limande-sole du Pacifique, limande-sole
- Pelotretis flavilatus  	   	limande-sole de Nouvelle-Zélande
- Pseudopleuronectes americanus  	   	limande-plie rouge